# Гелмінгам-холл

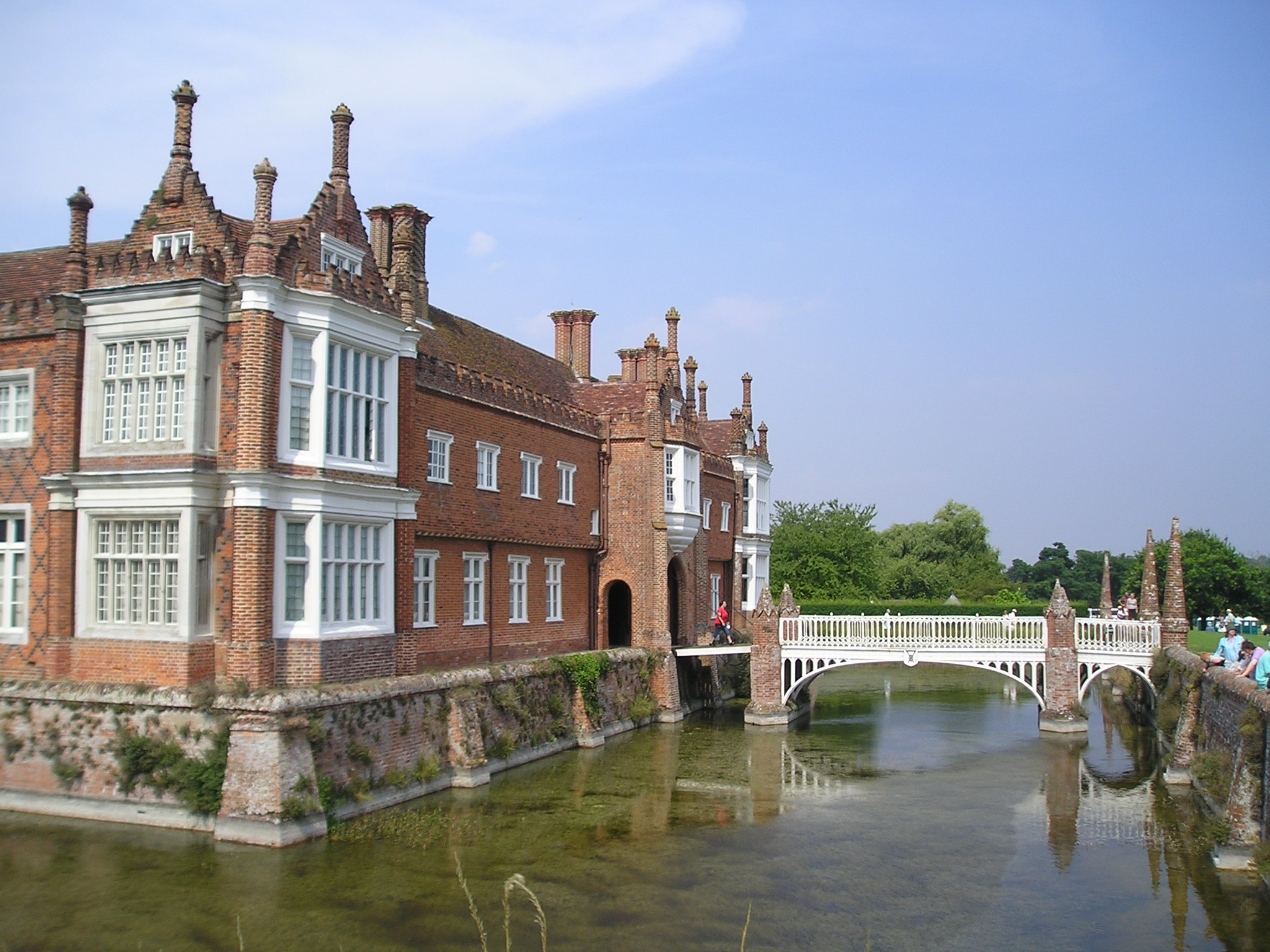
Гелмінгам-холл

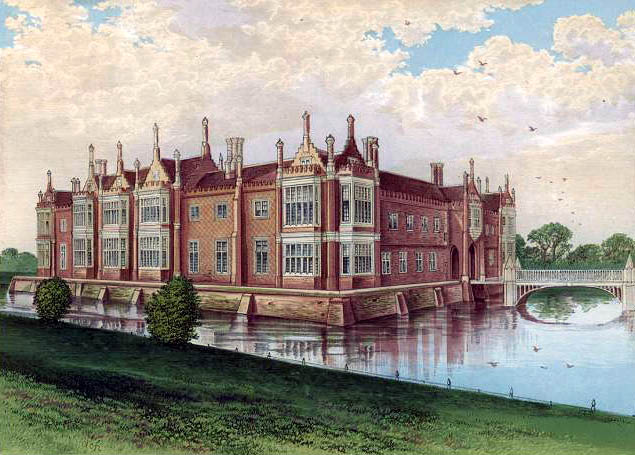
Гелмінгам-холл близько 1880 року.

Гелмінгам-холл — аристократична садиба у Гелмінгамі, Саффолк, Англія. Він був заснований лордом Джоном Толлмашем у 1480 році й з того часу належить родині Толлмаш. Будинок побудований навколо двору у типовому для пізньосередньовічного / тюдорського стилю. Будинок занесений до І ступеня у списку національної спадщини Англії, а його паркові та офіційні сади, — також до І класу Реєстру історичних парків та садів.

## Історія
Нинішній Гелмінгамський холл, ймовірно був побудований у 1510 році на місці більш раннього будинку під назвою Крік-холл. Зовнішній вигляд було змінено тричі: між 1745—1760 роками, у 1800 році Джоном Нешем та у 1840 році. Первинні фахверкові стіни були приховані цеглою та плиткою. Будинок оточений ровом шириною 18 метрів, через який перекинуто мости, що піднімаються щоночі з 1510 року. Первинно вони піднімалися лебідками, та тепер замінені електродвигунами.
Окрім будинку та саду, ще кілька будівель та споруд у маєтку занесені до II-го класу пам'яток:
- стіна саду на південний захід від садиби,
- 2 урни,
- чоловіча та жіноча статуї,
- сонячний годинник,
- обеліск,
- чайні кімнати,
- міст,
- ігрова комора,
- берегове зміцнення.
- брама на північний схід від холла,
- лівий й правий передні гостьові будиночки,
- вхідний прохід та опори між передніми будиночками.

Храм Святої Марії на краю парку має зв'язки з родиною Толлмаш з часів середньовіччя.

## Сади
Будинок не є відкритим для громадськості на відміну від загальновідомого Гелмінгамського саду, що відкрито з травня по вересень. Гелмінгамський сад є напівформальним змішаним садом з обширними бордюрами, трояндами, вузловим садом, партером та фруктовим садом. Позаду саду є парк у 160 гектарів зі стадами оленів та ланів.
Леді (Олександра) Толлмаш є садовою дизайнеркою, що працює під ім'ям Кса Толлмаш. Вона керує садами в Гельмінгамі, а також працювала над Садом тисячоліття на Замковому пагорбі у Девоні, садом замку Данбіт у Шотландії та садом Клойстер у Вілтон-хауз.

## Скарби Гелмінгама
Толлмашам з Гелмінгама належить одна з двох єдиних англійських орфарних віол, що датована 1580 роком й має етикетку англійського виробника скрипок 16 сторіччя Джона Роуза. З чотирьох скрипок Джона Роуза, що збереглися, ця єдина що перебуває у приватних руках. Вважається, що вона була зроблена для королеви Єлизавети I, яка подарувала її під час одного з своїх візитів до Суффолка.
«Рукопис лютні Толлмаш» було придбано з колекцій Гелмінгам-холла й продано на Сотбі у 1965 році Роберту Спенсеру. Його було написано Генрі Семпсоном. Роберт Спенсер, теперішній власник рукопису, продовжує найменування рукопису «Толлмаш», незважаючи на зміну власника.

## У масовій культурі
У травні 2018 року Гелмінгам-холл був місцем проведення телевізійного шоу BBC One's Antiques Roadshow.
Він також з'явився у документальному фільмі BBC Danny Dyer's Right Royal Family у 2019 році.